# ロシア宇宙軍
ロシア宇宙軍（ロシアうちゅうぐん、Космические войска〈カスミチェスキエ・バイスカ〉）は、ロシア航空宇宙軍の宇宙作戦部隊。

## 歴史
1992年8月、バイコヌール宇宙基地、プレセツク宇宙基地、宇宙手段試験・統制総合試験センターに基づき宇宙軍 (Военно‐космических сил; ВКС) が創設された。1996年3月、スヴォボードヌイ宇宙基地創設。1997年、効率向上のため、宇宙軍は戦略ロケット軍に編入された。
2001年6月1日、編入の否定的結果を受けて、独立兵科としての宇宙軍が再創設された。2004年3月、宇宙空間光学・電子管制システム「アクノー」(Окно、日本語で「窓」の意味) 実戦配備。同年4月、軍旗制定。同年5月9日、宇宙軍部隊が赤の広場で初行進。
2007年スヴォボードヌイ国家試験宇宙基地が閉鎖された。2009年にはバイコヌール国家試験宇宙基地から宇宙軍は撤退し、ロシア連邦宇宙局のみの管轄となった。
2011年12月、宇宙軍とロシア空軍航空宇宙防衛作戦戦略コマンド (OSK-VKO) を母体に同じく独立兵科である航空宇宙防衛軍が設立された。首都および重要工業地帯の防空を担当するOSK-VKOは航空宇宙防衛旅団3個からなっていた。弾道ミサイル攻撃の警戒、対ミサイル防衛、軍用・民用の人工衛星の開発、展開、維持及び統制を任務とする。
2015年には航空宇宙防衛軍は空軍と統合され航空宇宙軍の一部となった。

## 組織
以下は航空宇宙防衛軍に移行される前のものである。
- 第3独立ミサイル宇宙防衛軍
  - 第1ミサイル攻撃警戒師団
    - 独立電波技術拠点×9

  - 第45宇宙空間管制師団
  - 第9対ミサイル防衛師団
    - 指揮・計算所
    - 対ミサイル発射陣地×7
    - 独立電波技術拠点×3
- G.S.チトフ名称宇宙手段試験・統制総合試験センター
  - 試験センター（複）
  - 指揮・測定複合体（複）
  - 測定所
- プレセツク国家試験宇宙基地
- ミサイル宇宙防衛手段導入局
- A・F・モジャイスキー宇宙軍アカデミー: サンクトペテルブルク市
  - 分校：プーシキン市
- モスクワ無線電子工学軍事大学: クビンカ市
- ピョートル大帝宇宙軍幼年学校: サンクトペテルブルク市

## 歴代司令官
| 氏名                     | 階級 | 在任期間       | 出身校                           | 前職                     |
| ------------------------ | ---- | -------------- | -------------------------------- | ------------------------ |
| アナトーリー・ペルミノフ | 大将 | 2001.3-2004.3  | ペルミ高等軍事指揮・技術学校     | 戦略ロケット軍参謀総長   |
| ウラジーミル・ポポフキン | 大将 | 2004.3-2008.6  | モジャイスキー軍事技術大学       | 宇宙軍参謀長             |
| オレグ・オスタペンコ     | 中将 | 2008.7-2011.11 | ジェルジェンスキー軍事アカデミー | プレセツク宇宙基地司令官 |